# Piscinola
Piscinola è un quartiere di Napoli, situato nell'area nord della città. Nel quartiere è integrata anche Marianella; insieme con gli adiacenti quartieri di Chiaiano e Scampia, Piscinola costituisce, a partire dal 2005, la VIII Municipalità del Comune di Napoli.
Confina a nord con il quartiere di Scampia (via Cupa della Filanda, via Tancredi Galimberti, via Antonio Labriola, via Pietro Gobetti, via Oliviero Zuccherini), a nord-ovest con il comune di Mugnano di Napoli, ad ovest con il quartiere di Chiaiano (via comunale Spinelli, via Giovanni Ansaldo, via Giovanni Antonio Campano, via dei Ciliegi, via Emilio Scaglione, Strada comunale Cupa Toscanella, Strada comunale del Principe, Cupa Vecchia Napoli, via Cupa del Principe, via Gaetano Salvatore, via Marco Rocco di Torrepadula), a sud con il quartiere di San Carlo all'Arena (Vallone Saliscendi, via Vecchia San Rocco) e ad est con il quartiere di Miano (via Vicinale a Piscinola, via Vecchia Miano a Piscinola, via Giorgio Amendola, via Vittorio Veneto, via Rocco Marco di Torrepadula, via Raffaele Marfella).
Piscinola appartiene anche al gruppo dei comuni soppressi, infatti perse l'autonomia amministrativa nel 1866, a seguito dell'annessione al Comune di Napoli.
Nell'ultimo censimento Piscinola contava una popolazione residente di circa 28 000 abitanti.

## Storia

### Tra etimologia e leggenda
L'etimologia di Piscinola deriva dal termine piscinula, ossia "piscina" o "vasca", in riferimento forse ad un'antica struttura idraulica nelle vicinanze del primitivo insediamento abitativo. Nonostante il chiarissimo riferimento all'acqua, del tutto oscure sono l'ubicazione e le funzioni di tale vasca.
A quanto pare le vasche erano due: c'era una vasca più piccola e antica, chiamata “piscinella”, sita presso le masserie delle cupe Filanda, Teverola e Perillo, dalla quale forse derivò l'etimologia della località, chiamata tuttora "Piscinella“ ed un'altra vasca, posta più a sud e più grande della prima, di costruzione successiva.  Altre ipotesi vogliono che villaggio si chiamò Piscinola per via dei numerosi pozzi, ma qui non esistono vene pozzolaniche o sorgenti.
Più sicuramente Piscinola deriva dal latino piscina-ae: piscina come abbeveratoio, serbatoio d'acqua, supposizione che resta più attendibile perché riprende un'anteriore tradizione orale in auge sino ai tardi anni cinquanta che recitava così: «dall'oblò lucernario del soppegno del palazzo Chiarolanza, c'era (sino al finire degli anni cinquanta) un curioso mezzobusto di monaco il cui indice della mano destra inclinata, indicava una precisa direzione, la cui proiezione, puntava nel bel mezzo della Piazza del Plebiscito...». In quegli anni si diceva che sotto quella piazza fosse seppellita una antichissima ed enorme piscina di costruzione etrusca o romana, il cui fondo celasse addirittura un favoloso tesoro, da cui il nome del Villaggio.
Resta il fatto che qui gli antichi, fecero le case sul corso delle “acquarole”, millenari corsi d'acqua alimentati per tre stagioni all'anno dalla pioggia, che scendendo dalla collina a sud, s'incanalava su tre letti, per via Vittorio Emanuele (o cap 'e 'coppa) e via S.S. Salvatore (sott 'a 'chiesa) e via G.A. Campano (a via nova 'e Chiaiano). I primi due corsi, confluendo, crearono la piazza o l'agorà del villaggio (piazza Municipio e piazza del Plebiscito) a nord per poi defluire in via Aquarola (abbasci' all'acquarone) e stagnare, dopo un lungo tratto, finalmente, nell'acquitrino di Scampia a nord-ovest, mentre il terzo corso, alla fine di via G.A. Campano deviava a sinistra della discesa in una strada sterrata detta (abbasci 'e 'massarie o abbasci 'o 'Perillo, Filanda, Teverola e Perillo), andando ad irrigare la campagna.
Queste terre, furono date ai veterani romani per difenderle dagli invasori, i quali collegarono questi numerosi pozzii tra loro e che una volta colmi, convogliassero l'acqua esondata in un grande manufatto di utilità pubblica.
Nel corso del tempo, la salubrità dell'aria di questo posto, le genuinità della terra e della sua gente, attrasse l'immaginario di alcuni cortigiani che pensarono di stabilirvisi edificando dei grandi palazzi, come il palazzo De Luna, palazzo Don Carlo o successivamente i palazzi Grammatico e Chiarolanza che, alla moda dei vecchi feudatari, li vollero difesi da altissime mura e con giardino e cortile interno e podere retrostante.

### Dalle origini all'Impero Romano
La zona a Nord di Napoli, un tempo assai fertile, fu abitata da Opici, Osci e Sanniti, come testimoniano i numerosi reperti archeologici, rinvenuti all'inizio di questo secolo, anche se probabilmente i primi abitanti di Piscinola furono i veterani romani, reduci dalle guerre puniche. A quell'epoca, verso il 326 a.C. Roma estese il suo dominio a Sud e colonizzò la Terra di Lavoro assegnando, appunto, l'ager publicus (vale a dire appezzamento di terreno pubblico) ai veterani, sia per coltivarlo, che per difenderlo con le armi, in caso di sommosse da parte delle popolazioni locali, di recente conquista. La colonizzazione fu lenta e solo verso il 100 a.C. si svilupparono i primi insediamenti stabili: chiamati "castrum" o "oppidium". A questo periodo risalgono la maggior parte dei reperti archeologici, rinvenuti nel XX secolo, sotto le antiche masserie Filanda e Splendore o vicino alle masserie Fiore ed Epitaffio. Il ritrovamento di vasi, anfore, armi e numerosi oggetti di vita quotidiana, dimostrano la preesistenza nei luoghi anche di ville patrizie.
In molti documenti antichi l'abitato di Piscinola è spesso menzionato anche col toponimo di Terra del Salvatore, forse a causa dei possedimenti (grance) posseduti a Piscinola dal monastero esistente sull'isoletta di Nisida, chiamata a quei tempi "isola S. Salvatoris". È da ritenere che, proprio a causa di questo legame storico, i monaci del convento di Nisida ebbero a contribuire non poco alla diffusione del culto del SS. Salvatore presso gli antichi abitanti di Piscinola.
Piscinola ha, quindi, una storia bimillenaria. Fu colonia romana, come attestano i resti delle molteplici case signorili e degli accampamenti militari trovati recentemente. Dopo le guerre puniche, Piscinola si andò strutturando in centro abitato e identificata con l'appellativo di "Vicus" o "Villa", secondo la politica messa in atto dai romani nei territori conquistati e concessi ai Veterani romani, legati alla terra da uno speciale vincolo di residenza, con il compito di difendere i luoghi, anche con le armi. Tale status rimase attivo anche dopo la caduta dell'Impero romano d'Occidente, anche se con forme diverse da quelle originarie.
Appartenente alla Liburia Atellana, Piscinola subì nell'Alto Medioevo diversi saccheggi e incursioni da parte di popoli conquistatori, tra i quali i Longobardi, in lotta contro il Ducato Napoletano. Con il "Pactum", siglato da Arechi con il duca di Napoli, nell'anno 786, che sancì la divisione della "Liburia" tra i Napoletani e i Longobardi, Piscinola divenne "Casale" del Ducato Napoletano. La parola "Casale" deriverebbe dal termine "Casati", ossia abitanti dediti alla coltivazione della terra. Nell'XI secolo divenne "Borgo normanno", dipendente dalla Contea di Aversa, quando il duca di Napoli Sergio IV cedette Aversa e alcuni Casali, a Rainulfo Dengrot (Rainulfo I il Normanno), come dote di nozze di sua sorella, che fu offerta in sposa al Conte, in segno della pace intervenuta tra i due popoli.

### Dal medioevo ad oggi
La prima documentazione storica di Piscinola risale al VI secolo, quando Belisario, in guerra con i Goti, strinse l'assedio attorno alla città di Napoli. Alla fine, penetrato in città dall'acquedotto presso San Giovanni a Carbonara, sterminò la popolazione. Quindi si recò a Roma, dove papa Silverio lo rimproverò aspramente per la strage. Pentitosi, torno a Napoli l'anno successivo (536) e vedendo lo stato di abbandono della città, decise di ripopolarla. Perciò trasferì a Napoli gli abitanti dei casali circostanti (allora chiamati ville o vichi). Fra questi la villa più popolosa era quella di Piscinola. I primi documenti, nei quali si menziona il toponimo di Piscinola, sono gli atti notarili, che trattano la cessione di vari appezzamenti di terre. In alcuni di essi si citano anche le chiese Estaurite del SS. Salvatore e di S. Sossio. Il documento più antico risale all'anno 250.
Nei secoli che seguirono, Piscinola partecipò attivamente a tutti gli avvenimenti storici accaduti nella vicina Capitale del Regno.
La popolazione di Piscinola, fiera della propria dignità e delle proprie tradizioni rurali, è storicamente stata restia a qualsiasi tentativo di subordinazione ed ibridazione da parte della tendenza accentratrice cittadina. Già nel Medioevo, intorno all'anno 1000, mentre l'Italia meridionale si andava strutturando come Regno fortemente centralizzato, secondo l'organizzazione dei Normanni, Piscinola, come le altre località vicine, esprimeva una spiccata tendenza autonomistica, divenendo, come si è detto, "Casale".
Nascevano in quel periodo anche delle primordiali forme di assistenza ai cittadini indigenti, come l'"Estaurita": termine greco derivante dalla parola Stauros, ossia luogo dove era esposta la croce. Di origine laico-ecclesiastica, l'Estaurita esprimeva una capacità di amministrarsi autonomamente nei confronti del Clero, fornendo l'assistenza e i beni primari ai bisognosi: curava gli infermi, dotava di una dote le fanciulle povere da maritare, consolava i familiari dei moribondi, seppelliva i defunti, ecc. Il governo dell'Estaurita era guidato da due o tre membri estauritari (chiamati anche Maestri), eletti di anno in anno dagli uomini del Casale.
Queste forme di aggregazioni civiche (Casale ed Estaurita), già presenti nel periodo medioevale, dimostrano che all'epoca esisteva in questa zona un sistema politico-amministrativo molto più vicino al modello comunale, che si andava affermando in quel periodo nell'Italia centro-settentrionale, che non a quello monarchico, tipico delle regioni meridionali. Gli uomini del Casale, poi, si radunavano al suono delle campane nella piazza principale di Piscinola, davanti alla Chiesa del Salvatore, per discutere dei problemi riguardanti la loro comunità, non dissimilmente da quanto facevano, in quel periodo, i Comuni del centro-nord.
Nei secoli seguenti, con l'avvento degli Angioini, Aragonesi, Spagnoli, Austriaci, Francesi e Borboni, Piscinola continuò a difendere la propria autonomia, preferendo essere dichiarata Casale Demaniale Regio, piuttosto che feudale, per non sottostare ai dispotismi baronali dell'epoca, che imponevano ingenti tasse, in base ai "fuochi", cioè ai nuclei familiari. I "Casali Demaniali Regi" dipendevano, infatti, solo e direttamente dal Re, ricevendo gli stessi privilegi della Capitale.
L'autonomia fu difesa diverse volte, come nel XVII secolo, contro i Viceré spagnoli. In particolare, il 15 giugno del 1637, gli abitanti del Casale di Piscinola si sollevarono compatti, insieme a quelli di altri circa 30 Casali di allora, contro il Viceré don Ramiro de Guzman, duca di Medina, che voleva vendere i Casali ai Baroni; il Viceré voleva cedere il Casale di Piscinola al principe di Cardito. Nel 1679 i piscinolesi si "riscattarono", ossia pagarono al Viceré l'importo equivalente richiesto per la vendita del Casale ai Baroni: con i proventi raccolti in una colletta pubblica, riuscirono a conservare lo status di "Casale Demaniale Regio", quindi a rimanere nel Regio Demanio. Non sappiamo con certezza in quale anno poi divenne "Università", ossia realtà civica in grado di amministrarsi autonomamente.
Durante l'amministrazione francese di Giuseppe Bonaparte (1806-1808) e di Gioacchino Murat (1808-1815), Piscinola fu trasformata in Decurionato, eleggendo un proprio Sindaco.
Con la restaurazione borbonica, avvenuta nell'ottobre 1815 e con la nascita del Regno delle Due Sicilie nel 1816 divenne Comune autonomo. Il primo gennaio 1866, il re d'Italia Vittorio Emanuele II sancì l'abolizione del Comune di Piscinola e la definitiva annessione del suo territorio alla città di Napoli, prima come "villaggio" e poi, come "frazione", al vasto quartiere napoletano di San Carlo all'Arena.
Con la creazione delle Circoscrizioni comunali, avvenuta agli inizi degli anni ottanta, Piscinola, insieme a Marianella, fu una delle 20 amministrazioni circoscrizionali con le quali fu suddiviso il territorio del Comune di Napoli. Dal 2005 appartiene, come si è detto, alla VIII Municipalità di Napoli.

## Monumenti e luoghi d'interesse

### Beni culturali
- Chiesa del Santissimo Salvatore
- Chiesa dell'Arciconfraternita Estaurita del Santissimo Sacramento
- Chiesette della Madonna delle Grazie, S. M. del Soccorso e S. Maria della Pietà (detta di S. Vincenzo)
- Reperti archeologici vari
- Palazzi nobiliari vari
- Palazzi "A corte" e "Masserie" in stile agricolo locale
- Centro antico adiacente alla via SS. Salvatore
- Vico operai (edificato storico fondato dai coltivatori delle terre dello Scampia)
- Villa comunale "Mario Musella"
- Biblioteca comunale "Don D. Severino"

### Centro storico di Piscinola

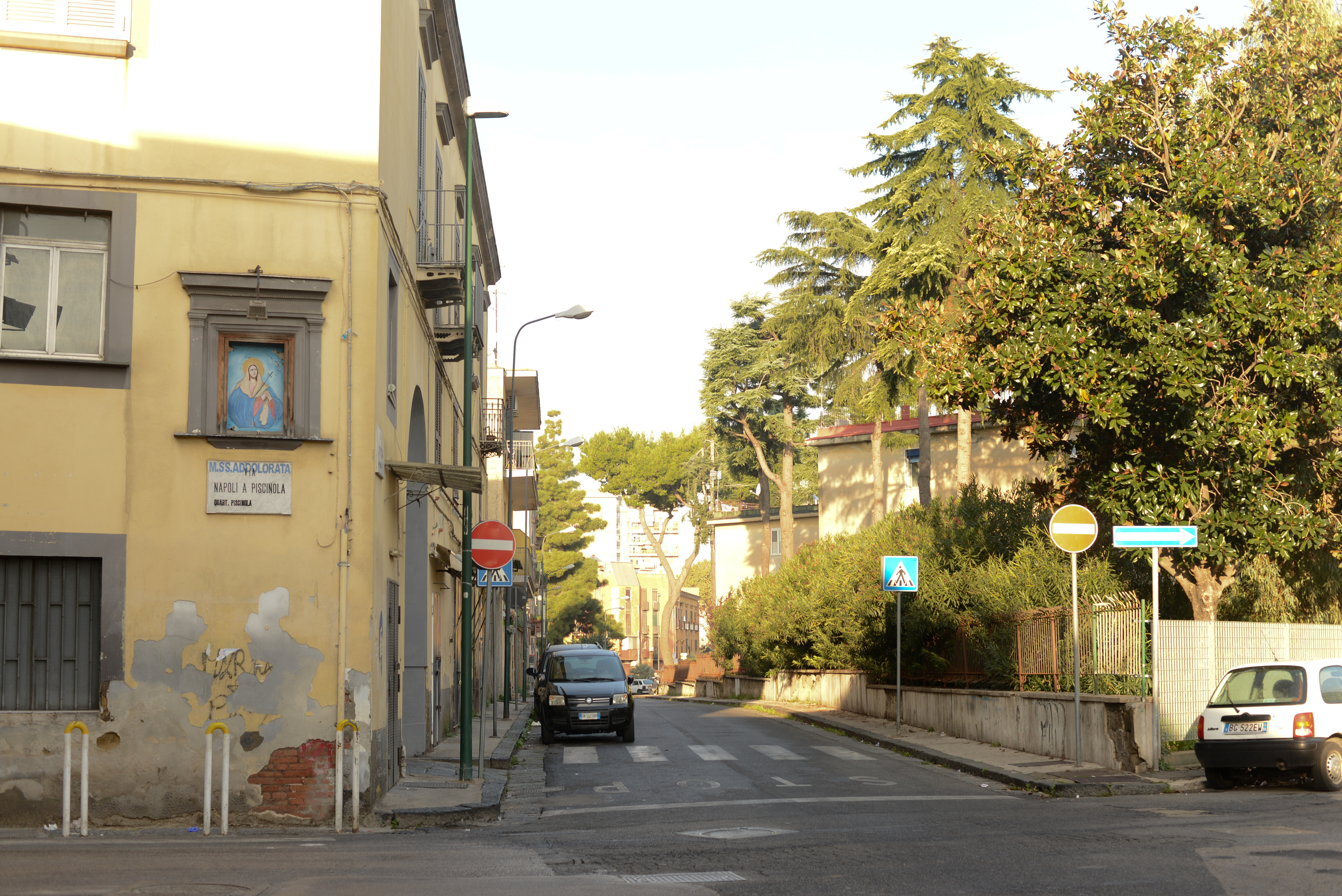
Via Napoli-Piscinola, con un'edicola sacra

Anche se notevolmente rimaneggiato nel periodo seguente al terremoto dell'Irpinia del 1980, il centro storico di Piscinola conserva ancora molte testimonianze architettoniche del passato. L'"isola" che è delimitata da via del Salvatore, via Napoli e via Miano, rappresenta il nucleo più antico, la cui pianta risulta forse coeva alla fondazione della chiesa del SS. Salvatore, ossia intorno all'anno 950. Sicuramente gli edifici che si ergono nella zona sono stati realizzati, in sostituzione dei precedenti manufatti, in epoche successive, tra il XVI ed il XVIII secolo.
Si tratta prevalentemente di edifici disposti "a corte", aventi non più di due piani fuori terra, realizzati in tufo, con solai in travi di legno e lapilli e con annessi tutti i servizi comuni necessari per gli abitanti (bagni, forni, pozzi, aia, cantine, stalle).
Nella zona adiacente alla piazza Bernardino Tafuri e anche in zone decentrate ad essa, si ergono molti edifici appartenenti alle famiglie della nobiltà napoletana. Questi edifici costituivano le residenze estive di campagna della nobiltà e si popolavano in concomitanza del trasferimento del re e della sua famiglia alla vicina reggia di Capodimonte.
Citiamo per importanza: il Palazzo De Luna, il palazzo Grammatico, il palazzo Don Carlo, il palazzo Chiarolanza ed il palazzo Fioretto. Molto interessanti sono anche i palazzi antichi restaurati a cura della Facoltà di Architettura di Napoli durante la ricostruzione post-terremoto, come quelli in via del Plebiscito e in via Vittorio Emanuele.
Altro esempio di emergenza architettonica rilevante nella zona risulta essere l'abitato di vico degli Operai, eretto nel corso dei secoli in maniera spontanea dagli antichi abitanti di Piscinola, dediti al lavoro delle campagne limitrofe, in particolare quelle della piana del Casale che un tempo era nominato "lo scampagnato" (l'attuale quartiere Scampia).
Il complesso architettonico di Vico Operai è stato in parte rimaneggiato durante l'intervento della ricostruzione post-terremoto. Esso però conserva ancora in parte le caratteristiche architettoniche originarie.

### Altre emergenze architettoniche
Nel ventennio fascista sono stati eretti due importanti edifici, il complesso scolastico Torquato Tasso, ora sede della VIII municipalità e il palazzo della madre e dell'infanzia abbandonata in via Vittorio Veneto.

### La nuova villa comunale
La villa comunale (ex villa Vittoria), realizzata durante il periodo della ricostruzione post-terremoto, è stata intitolata al cantante Mario Musella. La villa è costituita da ampie aree a verde ed attrezzate per il tempo libero.

## Società

### Solidarietà sociale
Divenuta ormai un simbolo di riscatto per il quartiere “Villa Nestore” è il principale polo di attività socio-assistenziali di Piscinola gestito dall'amministrazione municipale in partnership col Club Rotary e la Croce Rossa Italiana. La struttura può contare su un nutrito allestimento di locali: la palestra, la sala da ballo, l'auditorium, il centro anziani, il laboratorio di cucina e lo sportello per immigrati. Di concerto con il distretto scolastico 44 e l'Unità Territoriale di Base 48 sono state avviate anche delle sperimentazioni di integrazione come ad es. l'"orto di villa" affidato ad un gruppo misto di bambini ed anziani, il “Giornalino della Villa”, curato dall'associazione “Porte invisibili”, che documenta le attività locali e la “Ludoteca”.

## Cultura, teatro e spettacolo

### Don Beniamino Montesano
Insegnante di musica di molti artisti nati a Piscinola e nei dintorni, il maestro Don Beniamino è stato, oltre che un suonatore di mandolino, anche compositore di musiche di diverse canzoni napoletane, partecipanti alle audizioni della Piedigrotta. Compose anche una canzone in omaggio alla infante principessa Maria Pia di Savoia: "A principessina d''a Casa Riale 'e Napule". Morì a Piscinola nella sua casa di via Vittorio Emanuele, all'età di 93 anni.

### La banda musicale di Piscinola
Dell'esistenza della banda musicale di Piscinola si hanno notizie storiche a partire dai primi decenni del secolo scorso.
Inizialmente, fu fondata e diretta dal maestro Piccolo e raccoglieva la gioventù del paese che svolgeva i più umili mestieri (contadini e muratori), arrivando a superare anche i 50 elementi.
Nel secondo dopoguerra, la direzione fu assunta dal maestro Pasquale Santoro che ne diede i connotati di modernità e professionalità.
Infine, alla fine degli anni cinquanta, il maestro Azanne di Frignano Maggiore, a cui passò la direzione musicale, ampliò il corpo bandistico, arricchendolo di molti solisti e dando al complesso i connotati di "banda di giro", partecipando anche ai raduni interregionali del settore.
È in corso un tentativo per rifondare il corpo musicale di Piscinola, riscoprendo così l'antica vocazione musicale degli abitanti del quartiere.

### Teatro
Nel campo teatrale gli artisti più importanti sono: Beppe Lanzetta, Salvatore Nappa e Antonello Cossia.
Peppe Lanzetta, attore teatrale, è autore di vari testi di narrativa ed opere teatrali, è anche regista, attore cinematografico e autori di canzoni. Tra i libri da lui scritti: "Una vita postdatata", "Lampi e tuoni dal Bronx napoletano", "Incendiami la vita" (1996), "Una gita a Napoli" (1997), "Un Messico napoletano" (1998), "Figli di un Bronx minore" (1998), Tropico di Napoli (2000), "Ridateci i sogni", "Ballate"(2002), "Un amore a termine" (2003), "Elogio della suocera" (2004), "Giugno Picasso" (2006), "L'opera di periferia" (2008), "Infernapoli" (2011).
Salvatore Nappa ha curato la regia di alcuni film ed è autore di canzoni e di alcune opere teatrali ("L'Albero dei Cento Piani", scritta insieme al poeta Luigi Sica, anch'egli Piscinolese).
Antonello Cossia, attore, ha scritto l'opera teatrale: "A fronte alta", dedicata a suo padre Agostino, noto pugile degli anni cinquanta.
Il Centro Polifunzionale, lotto 14B è una struttura finalizzata all'istruzione, allo sport, al teatro ed al tempo libero; è dotato di una biblioteca, di un teatro coperto, di campi di tennis, di campi di basket e di calcio, nonché di una piscina coperta. In una parte dei locali hanno sede gli studi televisivi della Rai dove, invece, da alcuni anni è registrata la fiction La squadra. Nell'auditorium del Centro vi è il TAN “Teatro Area Nord", che oltre alla stagione teatrale di “cartellone”, con la sua "Liberascena ensemble" ha una scuola di recitazione frequentata dai giovani del quartiere, diretta da Renato Carpentieri.

## Infrastrutture e trasporti

### Ferrovie
Piscinola è collegata con Aversa Centro, mediante la stazione di Piscinola-Scampia della linea metropolitana Napoli-Giugliano-Aversa, denominata altresì "Linea arcobaleno", gestita dall'Ente Autonomo Volturno, aperta nel 2005 in sostituzione della precedente stazione lungo la ferrovia Alifana bassa attiva fra il 1913 e il 1975.

### Mobilità urbana
Piscinola è servita dalle autolinee in servizio pubblico urbane e interurbane, gestite rispettivamente da ANM ed ex CTP, nonché dalla fermata Piscinola-Scampia, stazione terminale della linea 1 metropolitana, che consente l'interscambio con la ferrovia Napoli-Giugliano-Aversa.
Fra il 1926 e il 1960 la città era collegata col centro dalla linea 2 delle tranvie di Capodimonte.

## Sport
Dalla fine degli anni sessanta fino agli inizi degli anni novanta ha operato la S.S. Fiamma Juvenilia, in cui ha militato Alfonso Di Guida, campione italiano dei 400 m piani e Azzurro ai Giochi Olimpici di Montreal. Nel 1992 con la scomparsa della Fiamma Juvenilia è nata una nuova squadra, l'A.S.D. Podistica Bosco di Capodimonte.
IL CSI locale ha inoltre organizzato varie squadre sportive nella pallavolo e nel pattinaggio a rotelle.
La squadra di basket principale è la Virtus Piscinola Napoli fondata nel 1945 ad opera di un sacerdote molto attivo nel quartiere. Riesce negli anni successivi a partecipare al campionato di serie C nazionale; nel 1970 cambia nome "Basket Club Piscinola". Attualmente partecipa al campionato di serie C2 regionale. Sono inoltre presenti altre squadre minori.
Il pugile Agostino Cossia, del quartiere di Piscinola, è stato due volte campione italiano nella categoria dei "pesi piuma", negli anni 1955 e 1956 e, poi, pugile olimpionico a Melbourne, nel 1956. È stato il primo pugile campano a partecipare alle olimpiadi. Il pugile Salvatore Carrozza, per anni affiliato alla palestra "Salvatore Todisco" di Piscinola, è divenuto nell'ottobre 2009 campione intercontinentale Wbf dei "pesi welter".
La squadra giovanile di calcio Piscinola Campania ha vinto il torneo di promozione, girone B 2008-2009. Ha vinto torneo di "Eccellenza" 2009-2010. Milita da due anni nel girone di serie D.